# Miersia
Miersia é um género botânico pertencente à família Alliaceae.